# Шумилино
Шуми́лино (бел. Шуміліна) — городской посёлок в Витебской области Республики Беларусь. Административный центр Шумилинского района. 
Численность населения — 7 262 человека (на 1 января 2023 года).

## Геральдика
Герб и флаг учреждены Указом Президента Республики Беларусь от 20 января 2006 года № 36 и зарегистрированы в Государственном геральдическом регистре Республики Беларусь 6 февраля 2006 года № Б-52 и Б-53. Одобрены решением Шумилинского районного Совета депутатов от 25 июня 2004 года № 69.

## География
Расположен в 40 км от Витебска.  
Железнодорожная станция на линии Витебск—Полоцк, автомобильные дороги Р20 на Витебск и Полоцк и Р114 на Бешенковичи и Городок. 

## История
В XIX веке деревня в Ловажской волости Полоцкого уезда Витебской губернии. В 1866 году — 5 дворов, 13 зданий, 38 жителей. После строительства Риго-Орловской железной дороги (1886) местечко — станция Баболино (до 1962 года Сиротино). В начале XX века — 50 жителей. В составе РСФСР.
С 1927 года — центр Сиротинского района БССР (с 13 ноября 1961 года это Шумилинский район). 27 сентября 1938 года село Шумилино получило статус посёлка городского типа. Во время Великой Отечественной войны, с 8 июля 1941 по 23 июня 1944 года оккупирован. 
С 25.12.1962 —1966 годы в Витебском районе.
20 октября 1995 года административные единицы Шумилинский район и посёлок Шумилино, имеющие общий административный центр, объединены в одну административную единицу — Шумилинский район.

## Население
Численность населения — 7 130 человек (на 1 января 2025 года).
| Численность населения:                                                                          |
| Графики недоступны из-за технических проблем. См. информацию на Фабрикаторе и на mediawiki.org. |

| Год         | 1939 | 1959  | 1970  | 1979  | 1989  | 2006  | 2016  | 2018  | 2023   | 2024 | 2025   |
| ----------- | ---- | ----- | ----- | ----- | ----- | ----- | ----- | ----- | ------ | ---- | ------ |
| Численность | 2293 | ▲4693 | ▲4988 | ▲6621 | ▲8739 | ▼7666 | ▼7437 | ▼7525 | ▼7 262 |      | ▼7 130 |

В 1939 году в Шумилино проживало 1468 белорусов, 376 евреев, 374 русских, 50 поляков, 17 украинцев и 8 представителей других национальностей.
В 2017 году в Шумилино родилось 96 и умерло 89 человек. Коэффициент рождаемости — 12,8 на 1000 человек (средний показатель по району — 11,9, по Витебской области — 9,6, по Республике Беларусь — 10,8), коэффициент смертности — 11,8 на 1000 человек (средний показатель по району — 17,7, по Витебской области — 14,4, по Республике Беларусь — 12,6). Уровень рождаемости в Шумилино самый высокий среди районных центров Витебской области.

## Экономика
Экономика поселка представлена следующими предприятиями:
- СООО «Вежа» — производство плодовых улучшенных вин.
- ИП ЧУП «Славянский продукт» — производство и продажа водочной продукции.
- Шумилинский филиал ОАО «Молоко» (г. Витебск).
- Производственный участок СООО «Витконпродукт» — выращивание мяса цыплят-бройлеров.
- ООО «Альянспластресурс» — производство пластмассовой тары.

## Культура
- Учреждение культуры «Шумилинский историко-краеведческий музей»[19]
- Дворец культуры

## События и мероприятия
- В 2021 году прошёл областной фестиваль "Дажынкi"

## Достопримечательности
- Железнодорожная станция (2-я пол. XIX в.)
- Аллея Славы
- Сквер воинской славы
- Военное кладбище, в парке Короткина —  Историко-культурная ценность Республики Беларусь, шифр 213Д000844
- Храм святителя Николая Чудотворца
- Православная церковь святого Афанасия в административном здании (2-я пол. XX в.)
- Католическая церковь Богоматери Фатимской (1990)
- Православная Свято-Владимирская церковь (1999)
- Шумилинский историко-краеведческий музей (1984)
- Памятный знак «Морской камень» — гигантский валун с мемориальной доской в память о капитане II ранга Анатолии Бычкове – создателе и руководителе Шумилинской районной организации Белорусского союза военных моряков (на берегу Шумилинского озера). Валун привезён из д. Лосвицкие. На берегу Шумилинского озера обустроено место и причал, установлен памятный камень в честь жителей Шумилинского района, проходивших службу в ВМФ СССР в военное и мирное время. Построен 6-вёсельный ял, который моряки назвали «Подводник Испенков».
- Сквер Воинской Славы (памятные знаки воинам-землякам: герою-подводнику, капитану третьего ранга А. М. Испенкову, младшему сержанту И. К. Соколову, майору А. Н. Скобову, старшему лейтенанту В. И. Угневёнку, прапорщику П. А. Чуркину), экспонаты техники: боевая машина «Катюша» и др.
- Аллея героев-лётчиков.

### Памятник, скульптура
- Памятник В. И. Ленину
- Памятник воинам-артиллеристам
- Памятник-самолёт Су-24М
- Памятник-бюст первому министру путей сообщения Российской империи Павлу Петровичу Мельникову, на железнодорожной станции в Шумилино.
- Мемориальный памятный знак земляку - участнику Великой Отечественной войны Дмитрию Мясоедову, в городском парке (2015).
- Мемориальная доска на здании Дома специалистов в честь Дмитрия Мясоедова.

## Галерея

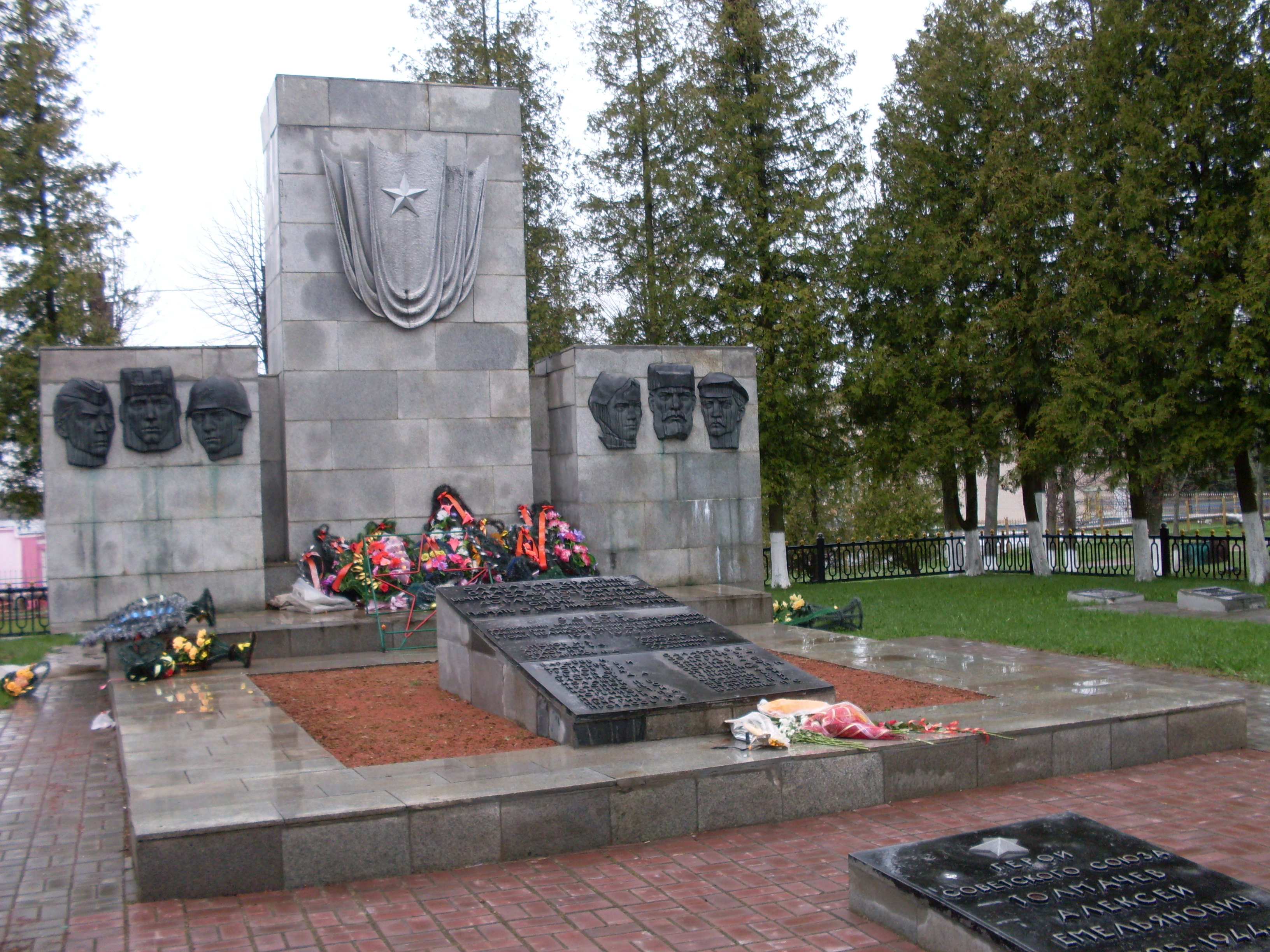
Военное кладбище. Мемориал на могиле 63 советских воинов-освободителей Шумилинщины
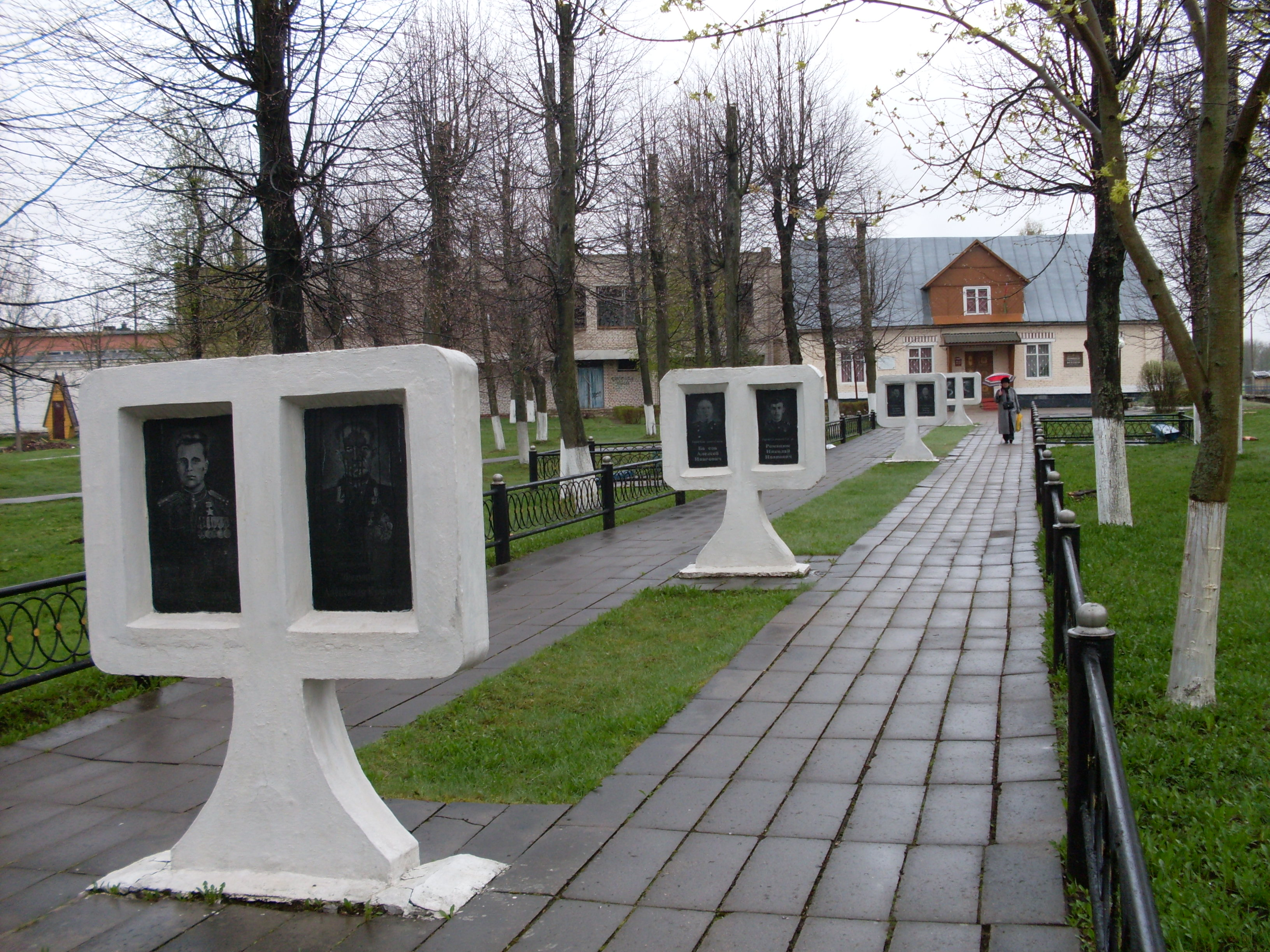
Аллея Героев
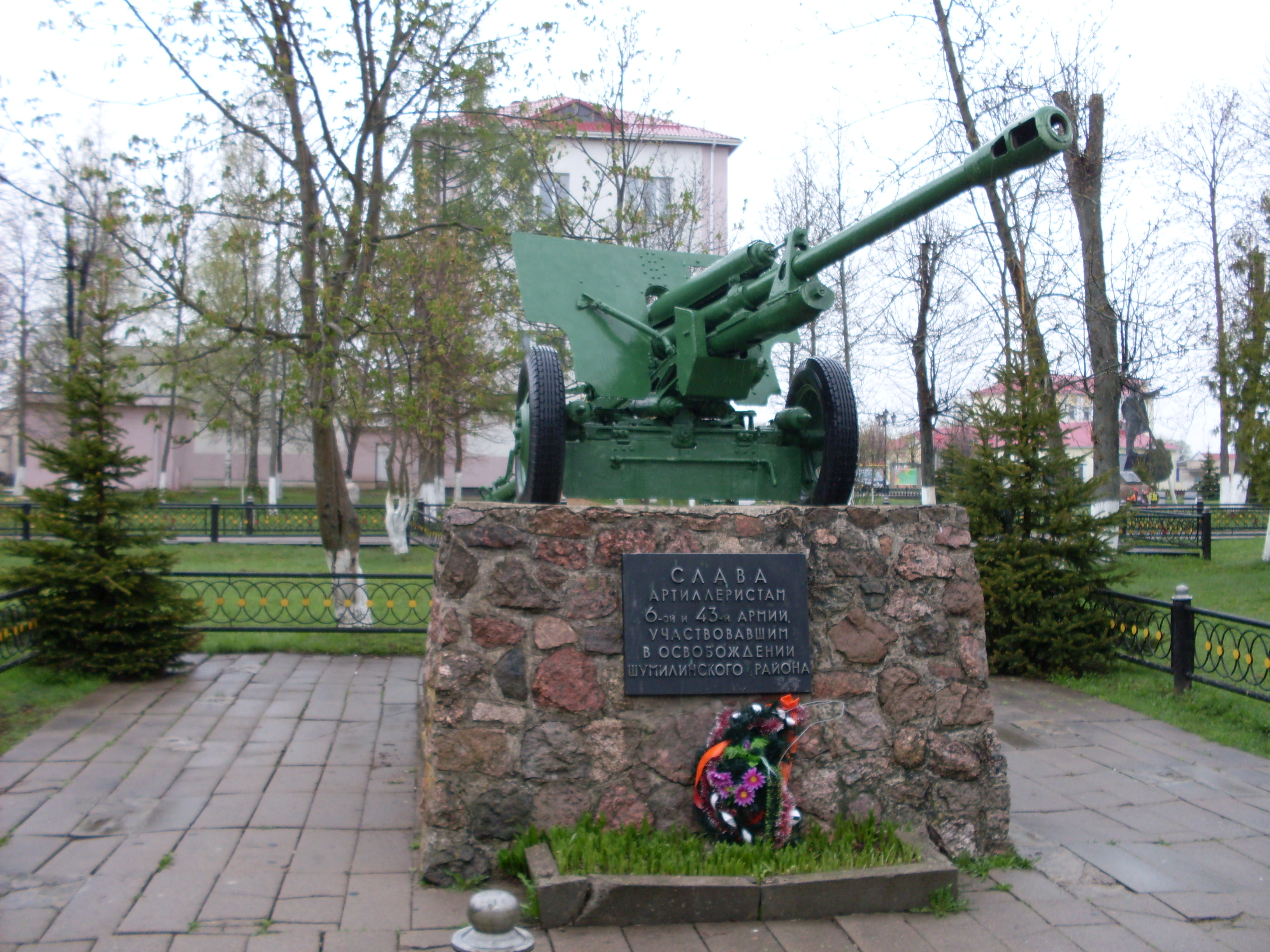
Памятник воинам-артиллеристам
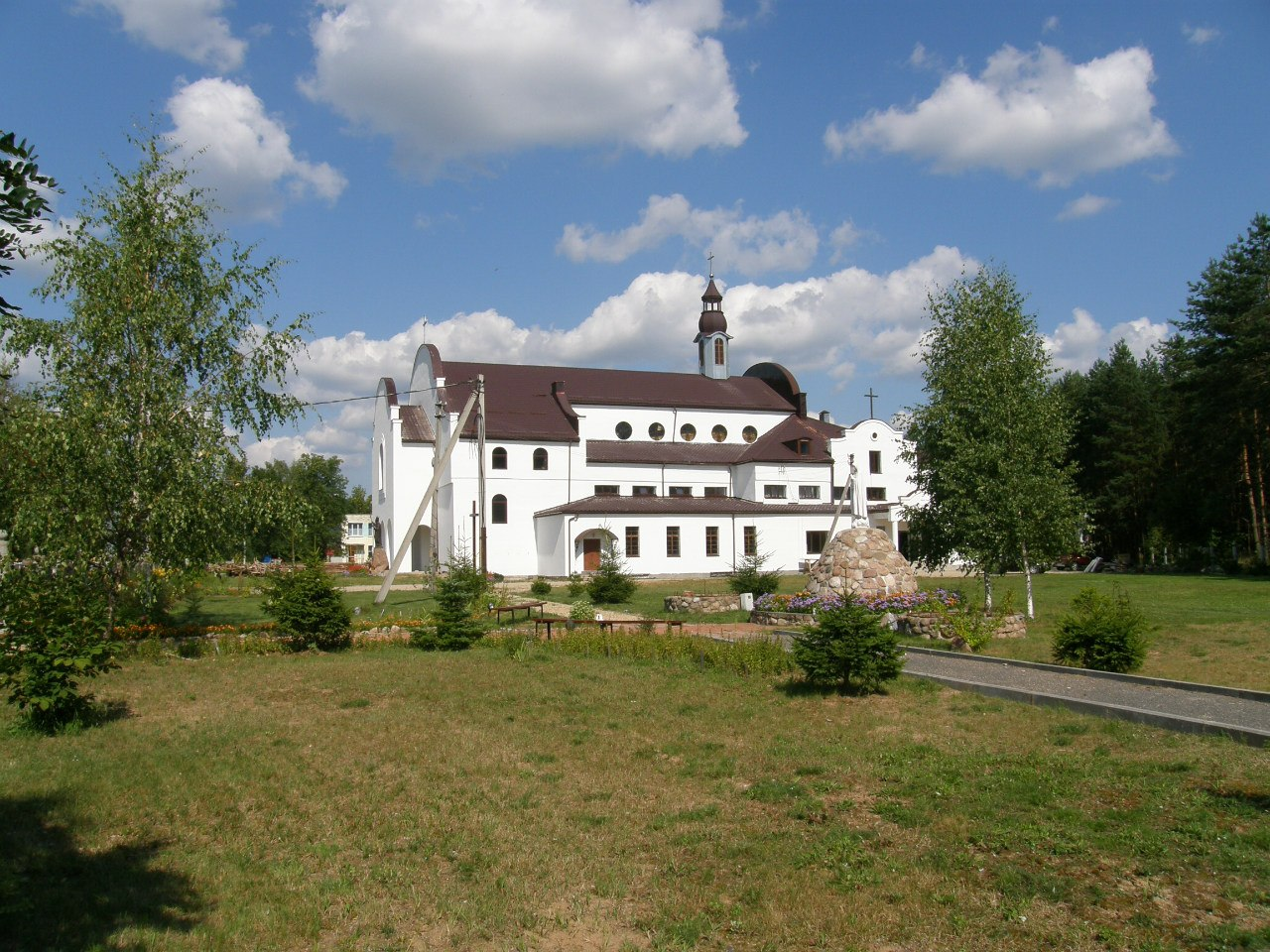
Католическая церковь Богоматери Фатимской

## Фауна
В 2007 году в ходе акции «Соловьиные вечера» путём подсчёта поющих самцов сформирован список городов Белоруссии с наибольшей популяцией соловьёв. Шумилино вошёл в число четырёх «соловьиных городов» страны, в каждом из которых было насчитано от 224 до 270 поющих соловьёв.

## Известные уроженцы
- Акуционок, Пётр Антонович — Герой Советского Союза (30.10.1943)
- Матвейчук, Владимир Фёдорович — белорусский государственный деятель